# Umeå Studentkör
Umeå Studentkör är en blandad studentkör vid Umeå universitet.
Studentkören började sjunga 1958 och grundades formellt 1960 till en början som manskör, men övergick redan 1964 till att vara en blandad kör. Studentkören är och har varit en viktig del av kulturlivet vid Umeå Universitet.  Den sjunger på årligen återkommande arrangemang - promotion, rektorsglögg, professorsinstallation mm. Kören är dock inte bunden till universitetet, utan anlitas även till icke-universitetssjungningar, samt anordnar egna konserter som t.ex. den traditionella Julkonserten i december, vilken vanligtvis hålls i Ålidhemskyrkan.

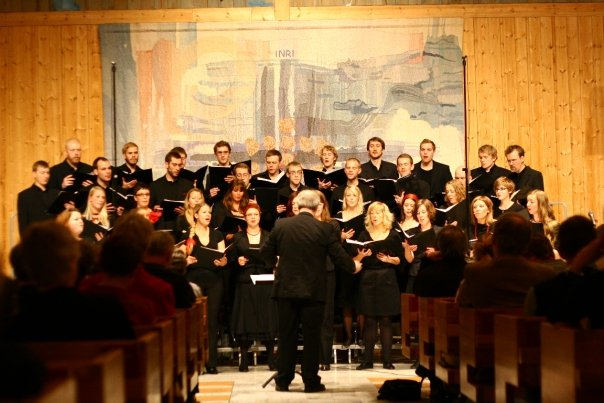

Dirigent är director musices Tomas Pleje.

## Skivor
- Julkonsert 2014 (liveinspelning)
- Julsång - 2004
- Stilla Sköna Aftontimma - 2002
- Wolcum Yole! - 1997
- En studentskiva - 1995

## Dirigenter
- 1958–1964 Åke Byström
- 1964–1967 Sven Melander
- 1967–1971 Allan Lindahl
- 1971–1977 Lars-Gunnar Martling
- 1977–1981 Nils-Erik Öhman
- 1981–1984 Örjan Larsson
- 1984–1985 Barbro Wiskari
- 1985–1988 Jörgen Grundström
- 1988–1990 Marina Josefsson
- 1990 (ht) Hans-Olov Furberg
- 1991 (vt) Mattias Sundkvist
- 1991 (ht) Nils Granlund
- 1991–2006 Tomas Pleje
- 2006 (ht) Jonas Östlund vikarierar för Tomas
- 2007–    Tomas Pleje